# 단 (군사)
단(團, 영어: group)은 군사 조직의 편제 중 하나로 연대 또는 전대보다 크고 여단보다 작다. 병력 수는 2,000 ~ 5,000명이다. 

## 구성
단의 지휘관은 여단보다 작아 대령 ~ 준장이 단장으로 보임된다. 예하 부대는 3개 이상의 대대로 구성된다.

## 대한민국
대한민국 국군에서 단(團)은 Group 여단이 아니나 그에 가까운 가까운 권한을 가지는 전투지원(e.g. 공병단, 항공단) 혹은 비전투부대인 기술행정부대(e.g. 군수지원단)의 편제 단위로 쓰인다. 이러한 조직은 다수의 여러 병과 대대를 가진 부대이거나, 부서가 독립된 경우로서 장성급이 아닌 영관급 장교가 지휘관으로 임명된다.
- 검찰단
- 경비단
- 교육훈련단 혹은 훈련단
- 군사경찰단 (옛 "헌병단")
- 군수단 혹은 군수지원단
- 근무지원단
- 방공단
- 지원단
- 공병단 (옛 "야전공병단")
- 정보통신단 (옛 "통신단")
- 포병단 (옛 "야전포병단")
- 항공단
- 학군단

## 미국

### 미국 육군
제3보병연대을 기반으로 애드혹 부대인 제3보병단이 잠시동안 편성되기도 하였다.
연대에 속한 부대로 지정된 부대가 있는데, 제1특전단을 포함하여 모든 특전단은 1st Special Forces Group, 1st Special Forces Regiment→제1특전연대, 제1특전단처럼 제1특전연대 부대로 지정되어 있다.
1983년, 지원부대는 군단을 지원하는 군단지원단으로 통합되었다.
2007년부터 전투근무지원 분과의 부대는 부대 모듈화의 일부인 전투지원여단 편제로 정리되었다.
- 경리단(Finance Group)
- 공병단(Engineer Group)
- 군정단(Military Government Group)
- 군사경찰단(Military Police Group)
- 기갑단(Armored Group)
- 방공단(Air Defense Group)
- 보병단(Infantry Group)
- 병기단(Ordnance Group)
- 병참단(Quartermaster Group)
- 심리작전단(Psychological Operations Group (POG))
- 의무단(Medical Group)
- 인사단(Personnel Group (PG))
- 정보작전단(Information Operations Group (IOG))
- 지원단(Support group)
- 특전단(Special Forces Group (SFG))
- 통신단(Signal Group)
- 포병단(Artillery Group)
- 화학단(Chemical Group)
- 항공단(Aviation Group)

### 미국 해군
함선부대는 1973년 7월 1일 전까지는 두개 이상의 전대를 포함하는 순양함-구축함전단(Cruiser-Destroyer Flotilla (CRUDESFLOT))과 잠수함전단(Submarine Flotilla), 상륙전단/수륙양욕전단(Amphibious Flotilla) 등의 전단(Flotilla) 단위 부대가 운용되었다. 이후, 전단 편제 단위는 폐지되어 모두 Flotilla에서 Group으로 바뀌었는데, 항공모함분대(Carrier Division) 또한 항공모함단(Carrier Group)으로 일괄 개편되었다. 2004년 10월 1일에 순양함-구축함단 편제 또한 폐지, 항공모함타격단 중심으로 재편성되었다.
해군 항공대에서 항공모함 위의 모든 항공기는 역사적으로 항공모함항공단(Carrier Air Group (CAG))에 소속하였다. CAG는 태평양 전쟁 도중에 CAW(Carrier Air Wing)로 바뀌었다.
초계순찰단(Patrol Group)은은 둘 이상의 초계순찰 Wing를 아래에 두고 지휘하며 기장은 NATO 기준 OF-6, 미국군 급여등급 기준으로 O-7이다.

## 영국
영국 육군 또한 여러 개의 연대 혹은 대대를 가진 여단보다 작은 부대 편제로 채용하였다.
영국 왕립공군에서 단(Group)은 여러 기지나 전대(Wing), 각각 두개 이상 대대(Squadron)을 통제하는데, 단은 보통 10개의 대대를 포함한다.

## 일본
일본 자위대에는 群 군[*]으로 도입하였다. 대한민국 국군의 '團"에 대응되는 "団 단[*]"은 영어권의 Brigade에 해당되지만, 독립된 작전지휘권이 없는 여단으로 볼 수 있다.
육상자위대에서 단은 연대보다 작은 편제 단위로서, 부대의 유형에 따라 다수의 중대나 대대, 혹은 하나의 대대와 하나의 중대로 편성된다.
항공자위대에서 군은, 단(Wing)과 대(Squadron) 사이의 편제 단위로 2개 이상의 대로 편성된다. 그러나, 항공교육대와 같이 구조적으로 살펴보았을때 단급 부대이지만, 편제 단위만 대인 예외가 있다. 지휘관의 직함은 군사령(群司令)으로, 1등 공좌(대령) 혹은 2등 공좌(중령) 계급을 단 간부가 임명된다.

## 종류
- 비행단
- 항공단
- 훈련단
- 교육단
- 지원단

## 참고
1. ↑  “Headquarters and Headquarters Company, 3d Infantry Group” (영어). U.S. Army Center of Military History. 2016년 8월 25일. 2021년 1월 19일에 확인함.
2. ↑  “1st Special Forces Group, 1st Special Forces Regiment” (영어). U.S. Army Center of Military History. 2019년 1월 7일. 2021년 1월 19일에 확인함.